# لياندرو دا سيلفا
لياندرو دا سيلفا (بالبرتغالية: Leandro da Silva‏) (26 يونيو 1985 بإيتومبيارا في البرازيل - ) هو لاعب كرة قدم برازيلي في مركز الوسط. لعب مع أرسنال كييف وبوغون شتشين ولوخ إينيرجيا فلاديفوستوك ونادي فولغا نيجني نوفغورود ونادي كوبان كراسنودار ونادي 15 نوفمبر ‏ وKaposvári Rákóczi FC ‏ وسبارتاك نالتشيك.

## وصلات خارجية
- لياندرو دا سيلفا على موقع قاعدة بيانات كرة القدم.إي يو (الإنجليزية)
- لياندرو دا سيلفا على موقع Soccerway.com (الإنجليزية)